# Antonio Lanchares Bueno
Antonio Lanchares Bueno (Bilbao, 14 de octubre de 1902-¿?) fue un comerciante y político español, nacionalizado chileno. Se desempeñó como ministro del Trabajo de su país, durante el segundo gobierno del presidente Carlos Ibáñez del Campo entre abril y junio de 1954.

## Familia y estudios
Nació en el municipio español de Bilbao, hijo de Julián Lanchares y Antonia Bueno. Realizó sus estudios primarios y secundarios en Argentina, continuando los superiores en Chile.
Se casó con Catalina Oliver, con quien tuvo cuatro hijos: Gonzalo, Sonia, Ximena y Antonio.

## Carrera profesional
En 1926, se radicó en la comuna chilena de Temuco, iniciando varias actividades ligadas al ámbito comercial. Ocupó el puesto de gerente del Molino Corona, y presidió la Asociación de Molineros de Cautín. Asimismo, ejerció la presidencia del Consejo de Defensa y Adelanto de la provincia de Cautín.
En Santiago, fue presidente y director de la Cámara de Comercio. Más adelante, fundó la firma Lanchares y Ramírez, de la cual fue socio. De forma paralela, se dedicó al corretaje en general.
Posteriormente, retornó a Temuco, como socio de la firma Lanchares Hnos, dedicada al comercio de frutas. También, actuó en el cargo de director de Compañía Comercial e Industrial de Maderas S. A, y fue presidente de la Asociación de Centro de Progreso de las Provincias.
Por otra parte, fue miembro del Rotary Club, siendo presidente y gobernador del distrito n° 33 de la institución. Colaboró con la prensa en materias agrícolas e industriales.

## Carrera política
En 1945 ingresó a militar en las filas del Partido Agrario Laborista (PAL), fungiendo como presidente de la Asamblea Provincial de Cautín de la colectividad. En el marco del segundo gobierno del presidente Carlos Ibáñez del Campo, el 20 de abril de 1954 fue nombrado como titular del Ministerio del Trabajo, función que dejó el 5 de junio del mismo año.